# Bistum Kabinda
Das Bistum Kabinda (lat.: Dioecesis Kabindaensis, frz.: Diocèse de Kabinda) ist eine in der Demokratischen Republik Kongo gelegene römisch-katholische Diözese mit Sitz in Kabinda.

## Geschichte
Das Bistum Kabinda wurde am 24. März 1953 durch Papst Pius XII. aus Gebietsabtretungen des Apostolischen Vikariates Luluabourg als Apostolisches Vikariat Kabinda errichtet. Am 10. November 1959 wurde das Apostolische Vikariat Kabinda durch Papst Johannes XXIII. mit der Apostolischen Konstitution Cum parvulum zum Bistum erhoben und dem Erzbistum Kananga als Suffraganbistum unterstellt.

## Ordinarien

### Apostolische Vikare von Kabinda
- Georges Kettel CICM, 1953–1959

### Bischöfe von Kabinda
- Georges Kettel CICM, 1959–1968
- Matthieu Kanyama, 1968–1995
- Valentin Masengo Mkinda, 1995–2018
- Félicien Ntambue Kasembe CICM, 2020–2024, dann Erzbischof von Kananga
  - Sedisvakanz seit 19. März 2024